# Çakırgümüş, Ladik
Çakırgümüş là một xã thuộc huyện Ladik, tỉnh Samsun, Thổ Nhĩ Kỳ. Dân số thời điểm năm 2010 là 128 người.